# Javier Moracho
Javier Moracho Torrente, né le 18 août 1957 à Monzón, est un athlète espagnol, spécialiste du 110 mètres haies.

## Biographie
Il remporte le titre du 60 m haies des Championnats d'Europe en salle 1986, à Madrid, en devançant l'Italien Daniele Fontecchio et l'Est-allemand Holger Pohland. Il obtient deux autres médailles dans cette compétition : le bronze en 1980 et l'argent en 1981. 
En 1985, Javier Moracho se classe deuxième des Jeux mondiaux en salle, s'inclinant face au français Stéphane Caristan.
Il remporte 8 titres de champion d'Espagne en salle sur 60 m haies en 1977, 1979, 1980, 1981, 1984, 1985, 1986 et 1987, et 8 titres en plein air en 1978, 1980, 1981, 1982, 1983, 1984, 1985 et 1987.

### Palmarès
| Date | Compétition                    | Lieu         | Résultat | Épreuve     |
| ---- | ------------------------------ | ------------ | -------- | ----------- |
| 1979 | Championnats d'Europe en salle | Vienne       | 6e       | 60 m haies  |
| 1980 | Championnats d'Europe en salle | Sindelfingen | 3e       | 60 m haies  |
| 1980 | Jeux olympiques                | Moscou       | 7e       | 110 m haies |
| 1981 | Championnats d'Europe en salle | Grenoble     | 2e       | 50 m haies  |
| 1983 | Jeux méditerranéens            | Casablanca   | 1er      | 110 m haies |
| 1984 | Championnats d'Europe en salle | Göteborg     | 4e       | 60 m haies  |
| 1985 | Jeux mondiaux en salle         | Paris        | 2e       | 60 m haies  |
| 1986 | Championnats d'Europe en salle | Madrid       | 1er      | 60 m haies  |
| 1988 | Championnats d'Europe en salle | Budapest     | 6e       | 60 m haies  |

### Records
| Épreuve     | Performance | Lieu            | Date            |
| ----------- | ----------- | --------------- | --------------- |
| 60 m haies  | 7 s 60      | Saint-Sébastien | 12 février 1984 |
| 110 m haies | 13 s 42     | Barcelone       | 16 août 1987    |